# Straatkolk

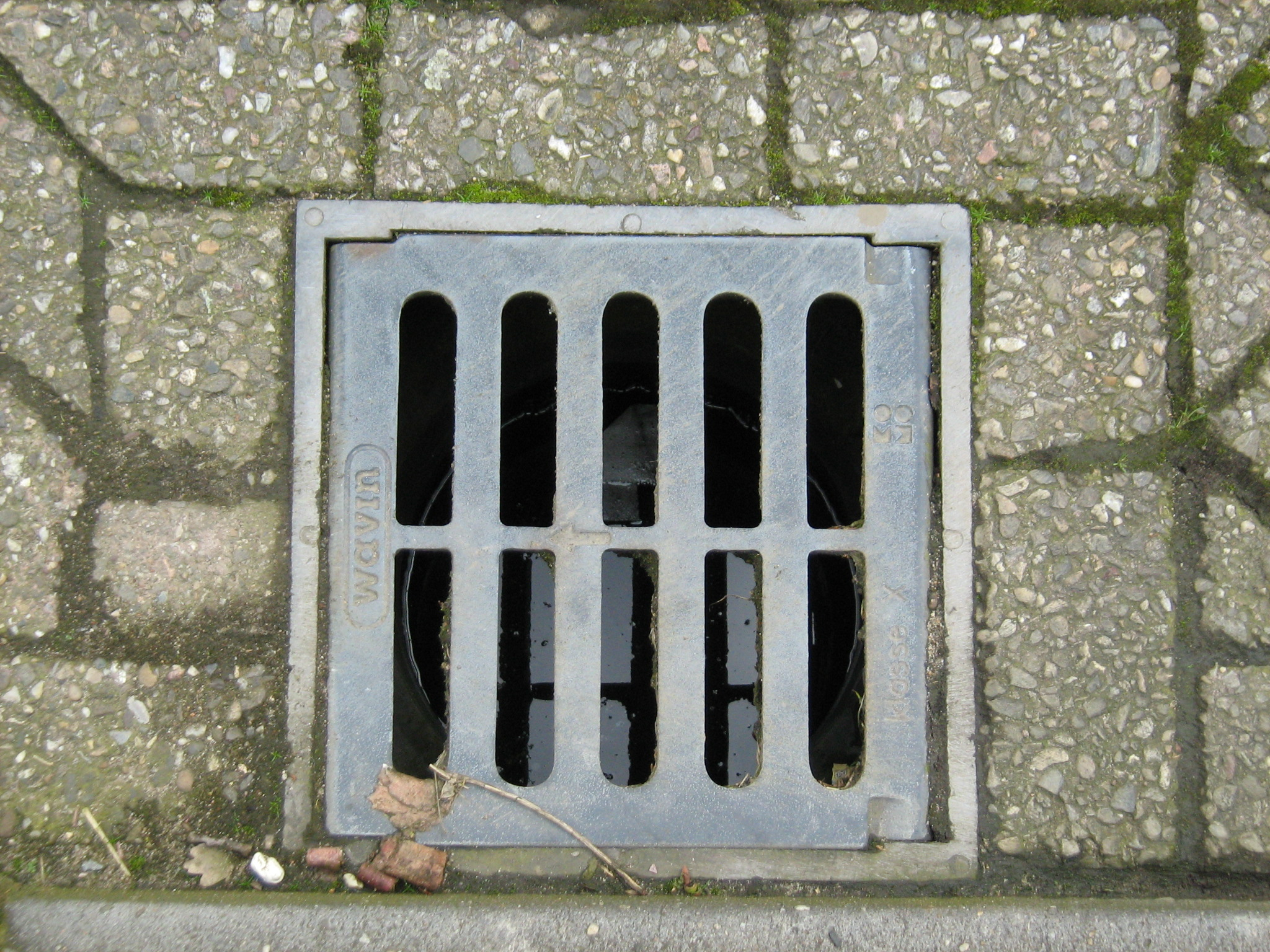
Een straatkolk

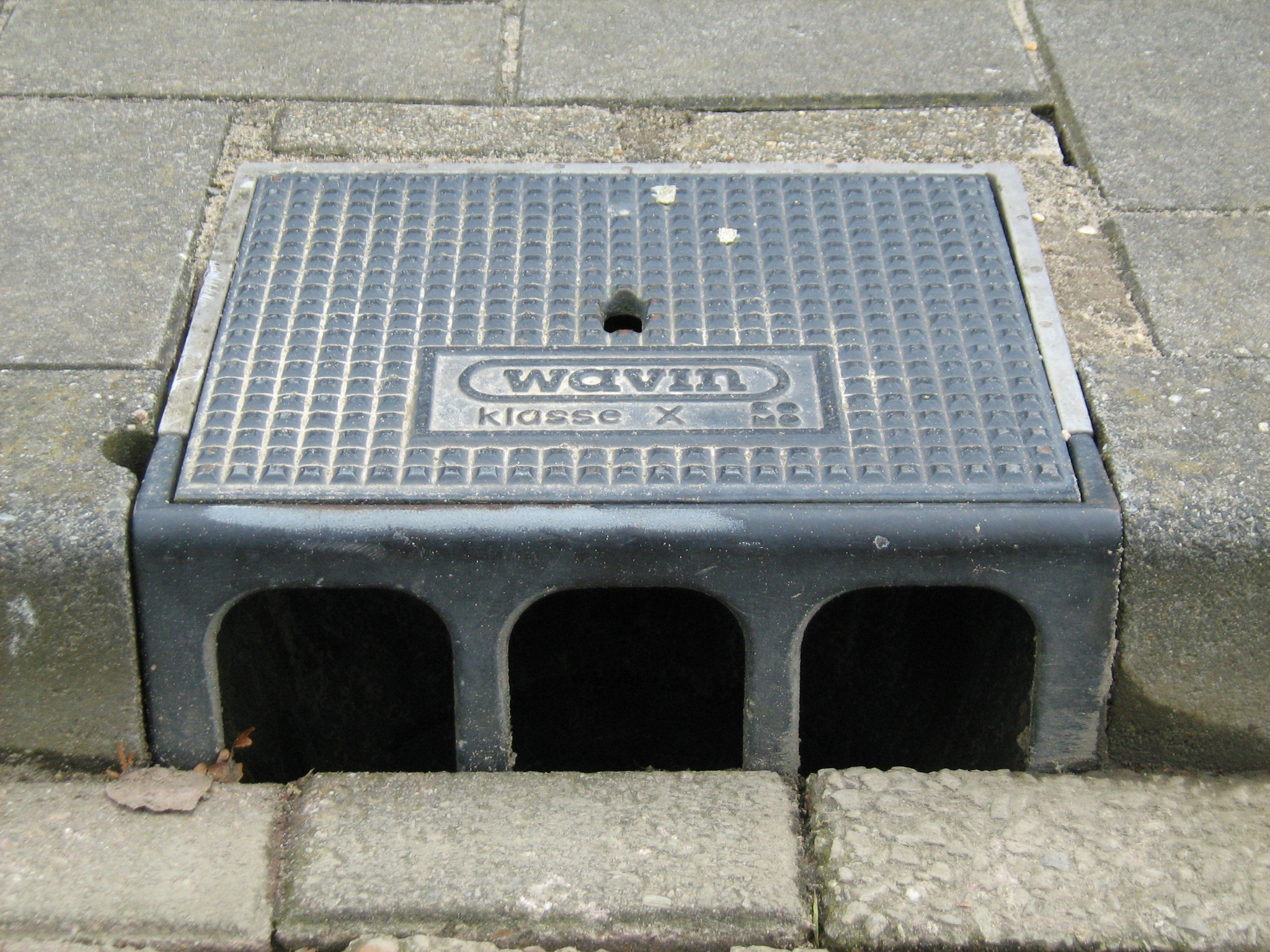
Een trottoirkolk

Een straatkolk of trottoirkolk (in de volksmond vaak 'put' genoemd) is een voorziening om regenwater af te voeren. Een kolk is aangesloten op een regenwater- of vuilwaterriool of soms op een directe afvoerleiding naar oppervlaktewater. Veel kolken hebben een stankscherm om te voorkomen dat gassen vanuit het riool overlast of gevaar opleveren op de weg. Daarnaast hebben veel kolken een zandvang, een verdiept gedeelte waar zand en andere bezinkende delen (zoals bladeren en straatvuil) achterblijven, om te voorkomen dat het riool vervuild of zelfs verstopt raakt en daarmee de belangrijke functie van regenwaterafvoer in gevaar komt.

## Uitvoering
Er zijn in Nederland naar schatting 6 tot 7 miljoen kolken. In de praktijk wordt onderscheid gemaakt in drie varianten:
- een straatkolk, met een rooster aan de bovenkant, gelijk met het wegdek
- een trottoirkolk, ingebouwd in het trottoir, met een rooster in de trottoirband
- een gecombineerde kolk met een rooster in het wegdek en in de trottoirband, meestal toegepast in hellende gebieden om grote hoeveelheden snel stromend water op te vangen

De roosters zijn doorgaans afneembaar, om toegang te kunnen krijgen tot het onderliggende riool. Trottoirkolken hebben voor dit doel een afneembaar deksel.

## Kolkenzuigen
Gemeenten, die over het algemeen de riolering in Nederland aanleggen en beheren, voeren ook kolkenreiniging uit als onderdeel van hun rioolbeheer. Dit betekent dat bijvoorbeeld eenmaal per jaar een kolkenzuiger (vrachtwagen) langskomt om de inhoud van de zandvang op te zuigen.